# Пенилья, Кристиан
Кристиан Андерсон Пенилья Кайседо (исп. Cristian Anderson Penilla Caicedo; род. 2 мая 1991, Эсмеральдас) — эквадорский футболист, атакующий полузащитник. Выступал за сборную Эквадора.

## Клубная карьера
Пенилья — воспитанник клуба ЭСПОЛИ. 6 февраля 2010 года в матче против «Ольмедо» он дебютировал в эквадорской Примере. 6 марта в поединке против «Манта» Кристиан забил свой первый гол за ЭСПОЛИ. В 2011 году он помог команде выиграть чемпионат. В начале 2012 года Пенилья перешёл в «Депортиво Кито». 11 февраля в матче против «Манта» он дебютировал за команду из Кито. 29 ноября в поединке против «Эмелека» Кристиан забил свой первый гол за «Депортиво».
В начале 2013 года в Пенилья перешёл в «Барселону» из Гуаякиля. 26 января в матче против «Депортиво Кеведо» он дебютировал за новую команду, заменив во втором тайме Майкла Арройо. 31 марта в поединке против «Депортиво Куэнка» Кристиан забил свой первый гол за клуб из Гуаякиля. В 2014 году Пенилья помог «Барселоне» завоевать серебро чемпионата.
В начале 2015 года Кристиан перешёл в мексиканскую «Пачуку». 18 января в матче против «Монтеррея» он дебютировал в мексиканской Примере. 12 апреля в поединке против УНАМ Пумас Пенилья забил свой первый гол за «Пачуку».
В июле 2017 года Пенилья отправился в аренду в бразильский «Шапекоэнсе» до конца года.
23 января 2018 года Пенилья был взят клубом MLS «Нью-Инглэнд Революшн» в аренду на один сезон с опцией выкупа. В главной лиге США он дебютировал 3 марта в матче стартового тура сезона против «Филадельфии Юнион». 31 марта в матче против «Хьюстон Динамо» он забил свой первый гол в MLS. В сезоне 2018 Пенилья с 12 мячами стал лучшим бомбардиром бостонцев и по окончании сезона «Нью-Инглэнд Революшн» выкупил игрока у «Пачуки». 11 октября 2020 года в матче против «Нью-Йорк Сити» Пенилья сломал левую ногу, вследствие чего досрочно завершил сезон. По окончании сезона 2020 «Нью-Инглэнд Революшн» не продлил контракт с Пенильей.

## Международная карьера
В 2011 году Кристиан завоевал бронзовую медаль на молодёжном чемпионате Южной Америки в Перу. На турнире он сыграл в матчах против команд Парагвая, Бразилии и дважды против Колумбии.
11 октября 2014 года в товарищеском матче против сборной США Пенилья дебютировал за сборную Эквадора. 15 октября того же года поединке против сборной Сальвадора он забил свой первый гол за национальную команду.

### Голы за сборную Эквадора
| # | Дата            | Место                         | Противник | Результат | Счет | Соревнование      |
| - | --------------- | ----------------------------- | --------- | --------- | ---- | ----------------- |
| 1 | 15 октября 2014 | Ред Булл Арена, Гаррисон, США | Сальвадор | 5:1       | 5:1  | Товарищеский матч |

## Достижения
Командные
 ЭСПОЛИ
- Чемпионат Эквадора — 2011

Международные
 Эквадор (до 20)
- Молодёжный чемпионат Южной Америки — 2011